# Mengede (okręg administracyjny)
Mengede, Dortmund-Mengede – okręg administracyjny (Stadtbezirk) w Dortmundzie, w kraju związkowym Nadrenia Północna-Westfalia. Liczy 38 115 mieszkańców (31 grudnia 2012) i ma powierzchnię 28,77 km².

## Dzielnice
Okręg składa się z sześciu dzielnic (Stadtteil):
1. Bodelschwingh
2. Mengede
3. Nette
4. Oestrich
5. Schwieringhausen
6. Westerfilde